# 1992년 7월
| 1992년: 1월 · 2월 · 3월 · 4월 · 5월 · 6월 · 7월 · 8월 · 9월 · 10월 · 11월 · 12월 |

| <          | 1992년 7월 | 1992년 7월 | 1992년 7월 | 1992년 7월  | 1992년 7월 | >          |
| 일         | 월         | 화         | 수         | 목          | 금         | 토         |
|            |            |            | 1 6.2 무인 | 2 3 기묘    | 3 4 경진   | 4 5 신사   |
| 5 6 임오   | 6 7 계미   | 7 8 갑신   | 8 9 을유   | 9 10 병술   | 10 11 정해 | 11 12 무자 |
| 12 13 기축 | 13 14 경인 | 14 15 신묘 | 15 16 임진 | 16 17 계사  | 17 18 갑오 | 18 19 을미 |
| 19 20 병신 | 20 21 정유 | 21 22 무술 | 22 23 기해 | 23 24 경자  | 24 25 신축 | 25 26 임인 |
| 26 27 계묘 | 27 28 갑진 | 28 29 을사 | 29 30 병오 | 30 7.1 정미 | 31 2 무신  |            |

| 편집하기 |

## 1992년7월 31일
- 조지아, 유엔에 가입하다.
- 대한민국 서울에서 신행주대교 붕괴 사건이 일어나다.

## 1992년7월 25일
- 스페인 바르셀로나에서 1992년 하계 올림픽이 개막하다.